# Trachymene cussonii
Trachymene cussonii är en flockblommig växtart som först beskrevs av Xavier Montrouzier, och fick sitt nu gällande namn av Brian Laurence Burtt. Trachymene cussonii ingår i släktet Trachymene och familjen flockblommiga växter. Inga underarter finns listade i Catalogue of Life.